# Frederick Edward Maning
Frederick Edward Maning (n. 5 iulie, 1812 - d. 25 iulie, 1883) a fost un scriitor și judecător neozeelandez, fiind, totodată, și unul dintre cei mai importanți primi coloniști sosiți în Noua Zeelandă. El a publicat două cărți sub pseudonimul de Pākehā Māori.